# Valdeajos
Valdeajos es una pedanía de Sargentes de la Lora (Burgos, España). Está situada en la comarca de Páramos. Hasta los años 1850 tenía municipio propio.

## Historia
Era un lugar que formaba parte del Partido de Burgos y uno de los catorce que formaban la Intendencia de Burgos en 1785 en la categoría de pueblos solos. Durante el periodo comprendido entre 1785 y 1833, en el Censo de Floridablanca de 1787, era jurisdicción de abadengo, siendo su titular el Monasterio de Las Huelgas.
En 1843 pertenecía al partido de Sedano y contaba con 14 hogares y 51 habitantes.
Entre el censo de 1857 y el anterior, este municipio desaparece porque se integra en el municipio de Sargentes de la Lora .

## Monumentos
- Iglesia de San Cristóbal Mártir.[2]